# Уилсон, Стефани
Стефани Диана Уилсон (англ. Stephanie Diana Wilson; род. 27 сентября 1966, Бостон, штат Массачусетс) — американский астронавт.

## Образование
В 1984 году Уилсон окончила высшую школу (Taconic High School) в Питтсфилде, штат Массачусетс. С 1984 года Уилсон обучалась в Гарвардском университете в Кембридже. В 1988 году она получила степень бакалавра в технических науках. В 1992 году в университете Техаса Уилсон получила степень магистра в области авиационной и космической техники.

## Работа
После окончания университета, Уилсон два года работала в корпорации Martin Marietta Astronautics Group в Денвере, штат Колорадо (с 1995 года эта корпорация называется Lockheed Martin).
С 1990 года она работала в Jet Propulsion Laboratory в Пасадене, штат Калифорния. Проводила исследования по контролю и моделированию крупных гибких космических конструкций.

## Отбор в астронавты
Стефани Уилсон была принята в группу астронавтов НАСА в апреле 1996 года. С августа 1996 года она начала проходить тренировки к космическому полёту в качестве специалиста полёта. В 1998 году она получила звание астронавт. После этого Уилсон работала в отделе ракетных двигателей.

## В НАСА
В декабре 2002 года Уилсон была назначена в экипаж «Дискавери» STS-120. Этот полёт предполагался в феврале 2004 года. «Дискавери» должен был доставить на МКС соединительный модуль-2 (Node 2). После катастрофы «Колумбии» этот полёт был перенесён на более поздний срок. В ноябре 2004 года Стефани Уилсон была зачислена в экипаж «Дискавери» STS-121, старт которого состоялся 4 июля 2006 года.
Участвовала в трёх космических миссиях в качестве специалиста полёта. С 4 по 16 июля 2006 — миссия STS-121, с 23 октября по 7 ноября 2007 — STS-120 и с 5 по 20 апреля 2010 — STS-131.
С января по август 2024 года готовилась к полёту в составе миссии Crew-9, но 30 августа решением НАСА выведена из экипажа в связи с необходимостью предоставить место в корабле для возвращения на Землю членам экипажа миссии Boe-CFT, которые задержались на МКС из-за неисправности их корабля CST-100 Starliner.